# Vitalius lucasae
Vitalius lucasae är en spindelart som beskrevs av Rogerio Bertani 200. Vitalius lucasae ingår i släktet Vitalius och familjen fågelspindlar. Inga underarter finns listade i Catalogue of Life.